# Червоняк Роман
Роман Червоня́к (нар. 1886 — пом. 1933) — український народний майстер кераміки. Жив і працював у Смотричі (тепер селище міського типу Хмельницької області).

## Творчість
Разом з Миколою Небесним виготовляв розписний посуд, зокрема миски. Улюблені мотиви — горлиця, півні, павичі, гілки.
Твори зберігаються у музеях Вінниці, Києва, Санкт-Петербурга, Полтави.